# Maggie Thrash
Margaret Thrash és una escriptora estatunidenca de ficció per a joves i autora de memòries, més coneguda per la novel·la gràfica autobiogràfica Honor Girl .
Honor Girl, el primer llibre de Thrash, va ser publicat per Candlewick Press el 2015. El llibre descriu la seva vida com a adolescent i com va anar descobrint el seu lesbianisme mentre assistia a un campament d'estiu conservador. Va rebre crítiques molt favorables i va ser nomenat finalista del Los Angeles Times Book Prize 2016 en la categoria de Novel·la Gràfica/Còmics.
Les seves memòries següents, Lost Soul Be At Peace, publicades el 2018, exploren un període de depressió adolescent i les seves relacions amb la seva família, sobretot amb el seu pare, un jutge federal.
Thrash també ha escrit dos llibres en una sèrie de misteri per a adults joves. El primer llibre anomenat Strange Truth (abans We Know It Was You) va ser publicat el 2016 per l'editorial Simon Pulse de Simon & Schuster. La seqüela, Strange Lies, es va publicar l'octubre de 2017.
Thrash actualment viu al Greater Boston, Massachusetts. Col·laborava amb freqüència a Rookie, una revista en línia (ara desapareguda) per a noies adolescents.